# Hyllingens naturreservat
Hyllingen är en sjö och ett naturreservat i Aneby kommun i Jönköpings län.
Reservatet omfattar 45 hektar och är skyddat sedan 1968. Det är beläget öster om samhället Aneby och består av den grunda fågelsjön Hyllingen. Den genomströmmas av Svartån och är en betydelsefull plats för både rastande och häckande fåglar. Med åren har sjön vuxit igen allt mer, vilket har försämrat villkoren för en del fågelarter. Landskapet runt sjön är öppet, utom i söder där den kantas av en större lövdunge.